# Фолс Сити (Тексас)
Фолс Сити (енгл. Falls City) град је у америчкој савезној држави Тексас. По попису становништва из 2010. у њему је живело 611 становника.

## Демографија
Према попису становништва из 2010. у граду је живело 611 становника, што је 20 (3,4%) становника више него 2000. године.
| Група             | 2000.       | 2010.       |
| Белци             | 455 (77,0%) | 468 (76,6%) |
| Афроамериканци    | 0 (0,0%)    | 1 (0,2%)    |
| Азијати           | 0 (0,0%)    | 0 (0,0%)    |
| Хиспаноамериканци | 127 (21,5%) | 130 (21,3%) |
| Укупно            | 591         | 611         |